# Johannes Mentelin

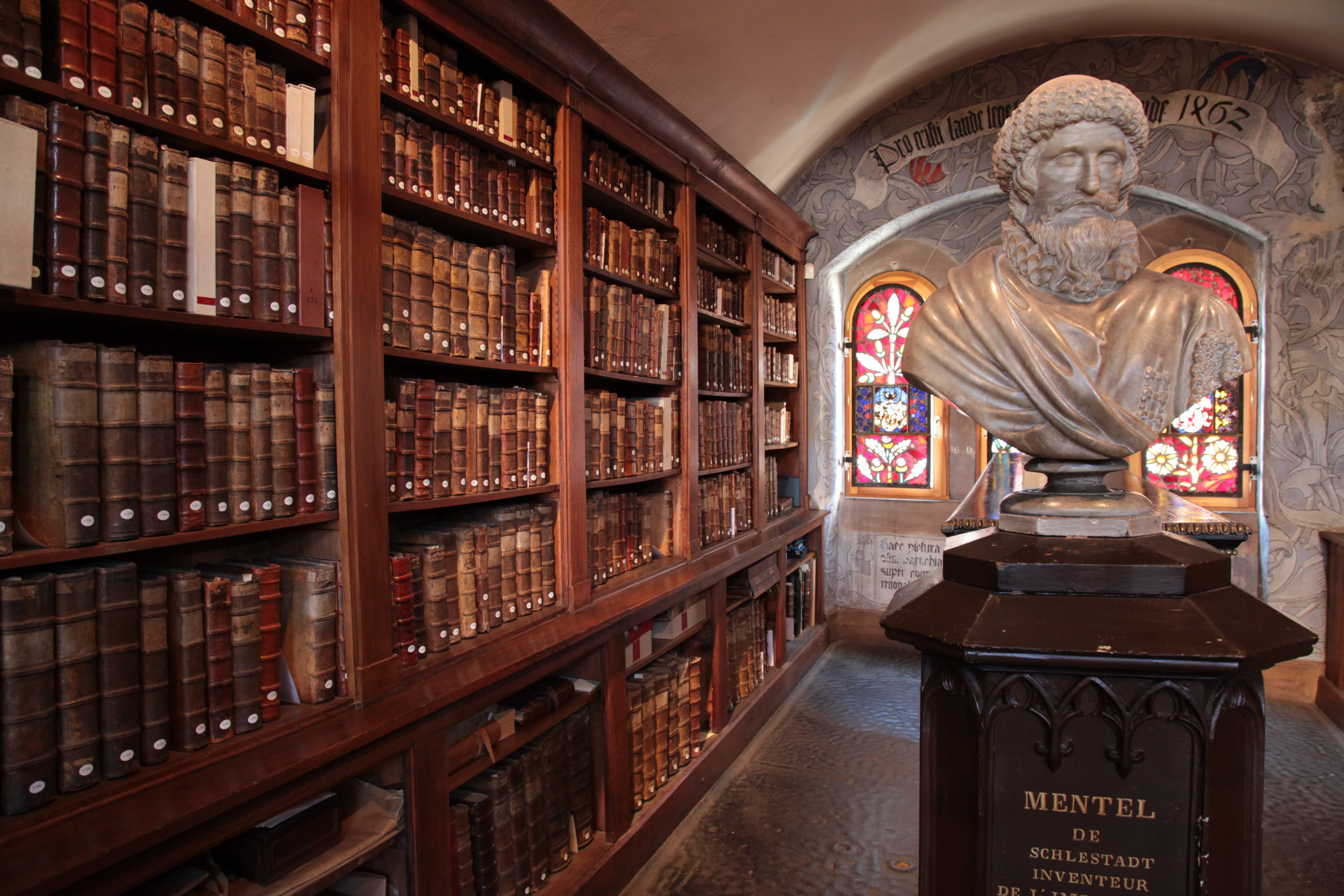
Buste van Johannes Mentelin in de Humanistische Bibliotheek van Sélestat

Johannes Mentelin (Schlettstadt, ca 1410 - Straatsburg, 12 december 1478) was een Duits pionier in de boekdrukkunst en een boekhandelaar actief in de periode van de incunabelen. In 1466 drukte hij de eerste Bijbel in de Duitse taal, de Mentelin-bijbel. De Mentelin-bijbel kreeg in de daaropvolgende jaren, en tot het verschijnen van de Lutherbijbel meerdere herdrukken.